# Exposition universelle de 1878
L'Exposition universelle de 1878 est la troisième Exposition universelle de Paris ; elle a lieu du 1er mai au 31 octobre 1878 sur le Champ-de-Mars.

## Site de l'Exposition
Il ne faut que dix-neuf mois de travaux pour préparer la manifestation.
L'Exposition couvre 75 ha. Elle occupe le Champ-de-Mars et la butte de Chaillot.
Les trottoirs du pont d'Iéna sont élargis d'une structure provisoire pour relier aisément le palais du Trocadéro et le palais du Champ-de-Mars de chaque côté de la Seine.
Pour desservir le site, on refait la gare du Champ-de-Mars. Quatre voies desservent la gare et l'on construit un buffet le long de l'avenue de Suffren. L'architecte Juste Lisch est chargé des plans du bâtiment voyageurs, une structure métallique au remplissage de briques pourvue de larges verrières.
On aménage à l'extrémité de l'île aux Cygnes une passerelle piétonne dite passerelle de Passy.

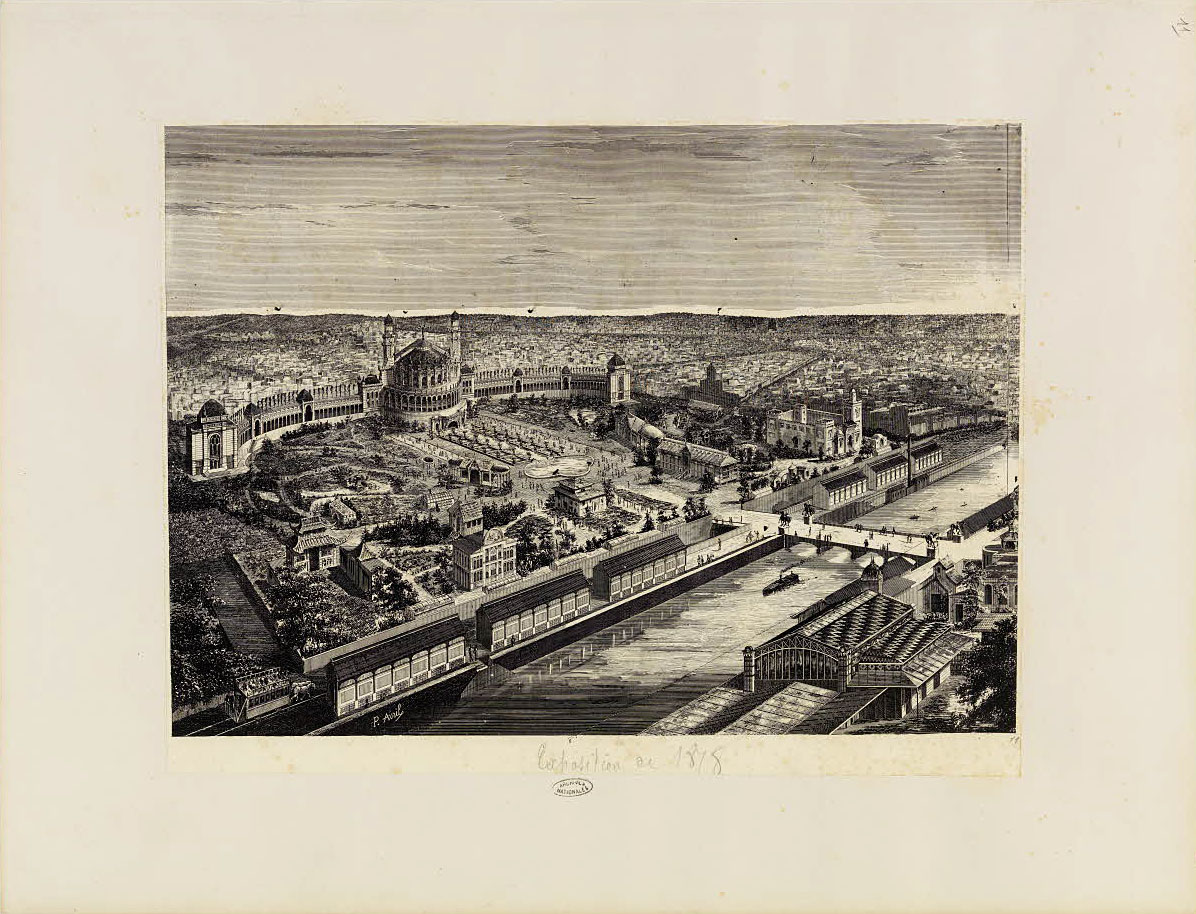
Vue panoramique de la partie centrale de l'exposition. Archives nationales.
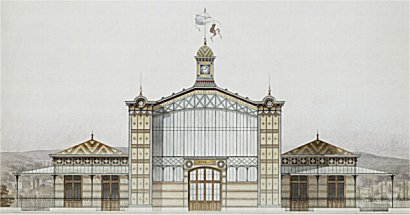
Gare du Champ-de-Mars en 1878.

## Palais du Trocadéro
Le palais du Trocadéro, aussi appelé Palais de pierre, est construit pour cette occasion par l'architecte Gabriel Davioud et l'ingénieur Jules Bourdais. Le président Mac Mahon y reçoit avec faste les ambassadeurs et les princes étrangers. Le palais est doté d'une salle des fêtes et possède une vaste salle de concert. Les frises supérieures du front de scène sont dues au talent de Charles Lameire. La ventilation de la salle est assurée par cinq mille bouches d'aspiration d'air vicié placées entre chacun des fauteuils et qui rejettent l'air au dehors. L'air frais est puisé dans le réservoir naturel de fraîcheur tempérée que constituent les cinq hectares des anciennes carrières sous le palais.

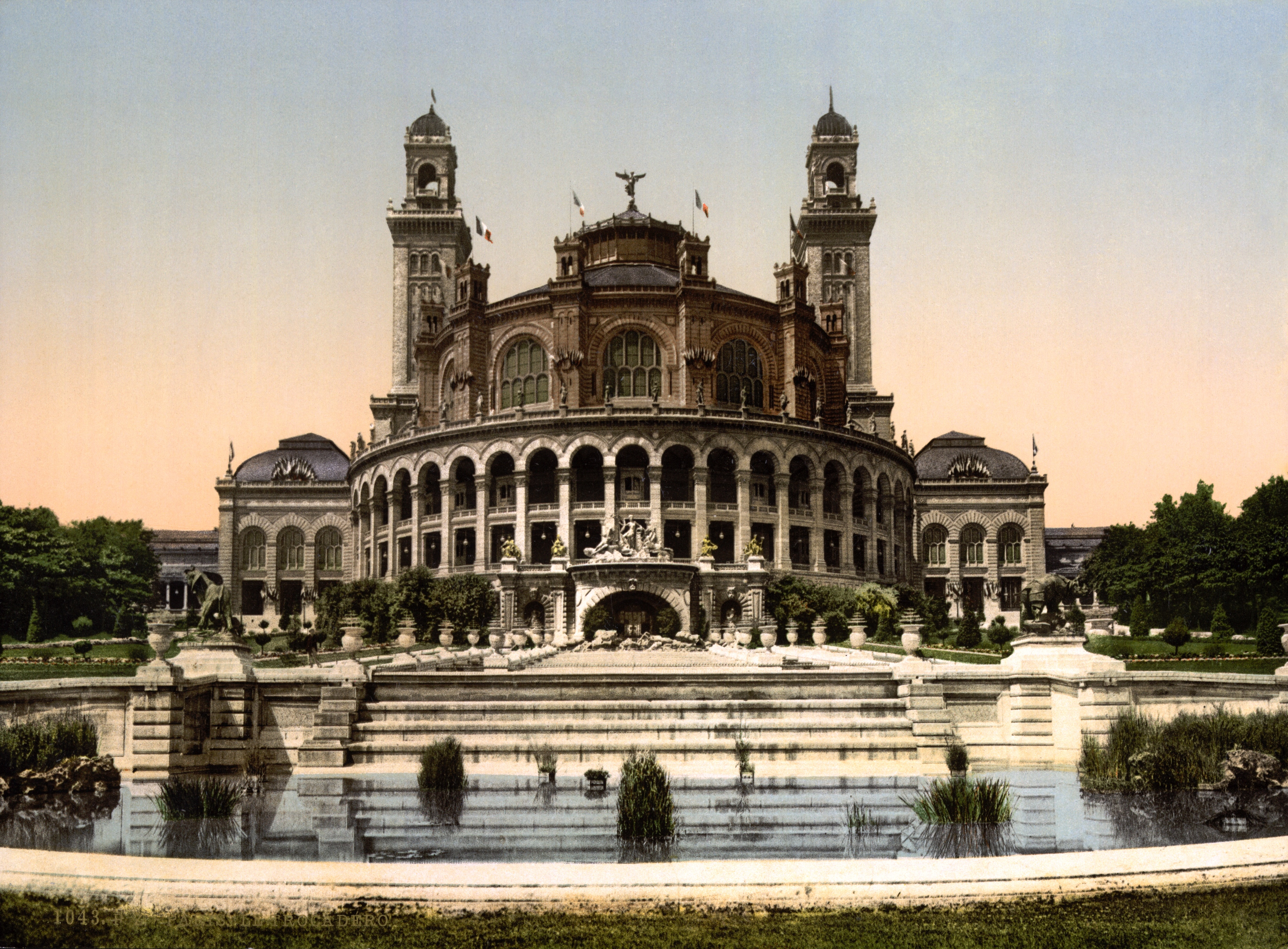
Le palais du Trocadéro.
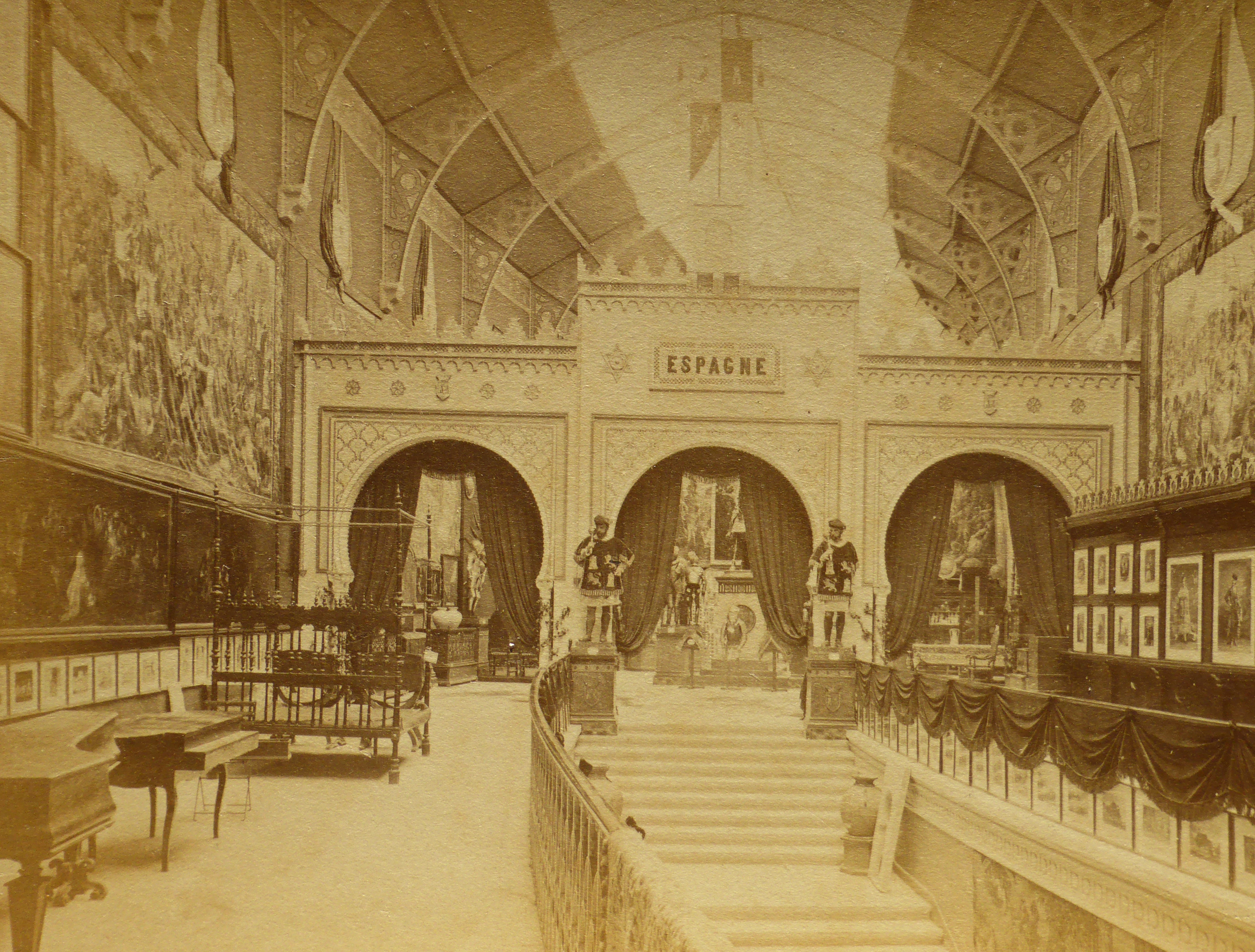
Exposition universelle de 1878. Palais du Trocadéro. Le Sabbat des sorcières (Goya, 1823) a été exposée dans le Pavillon de l'Espagne.
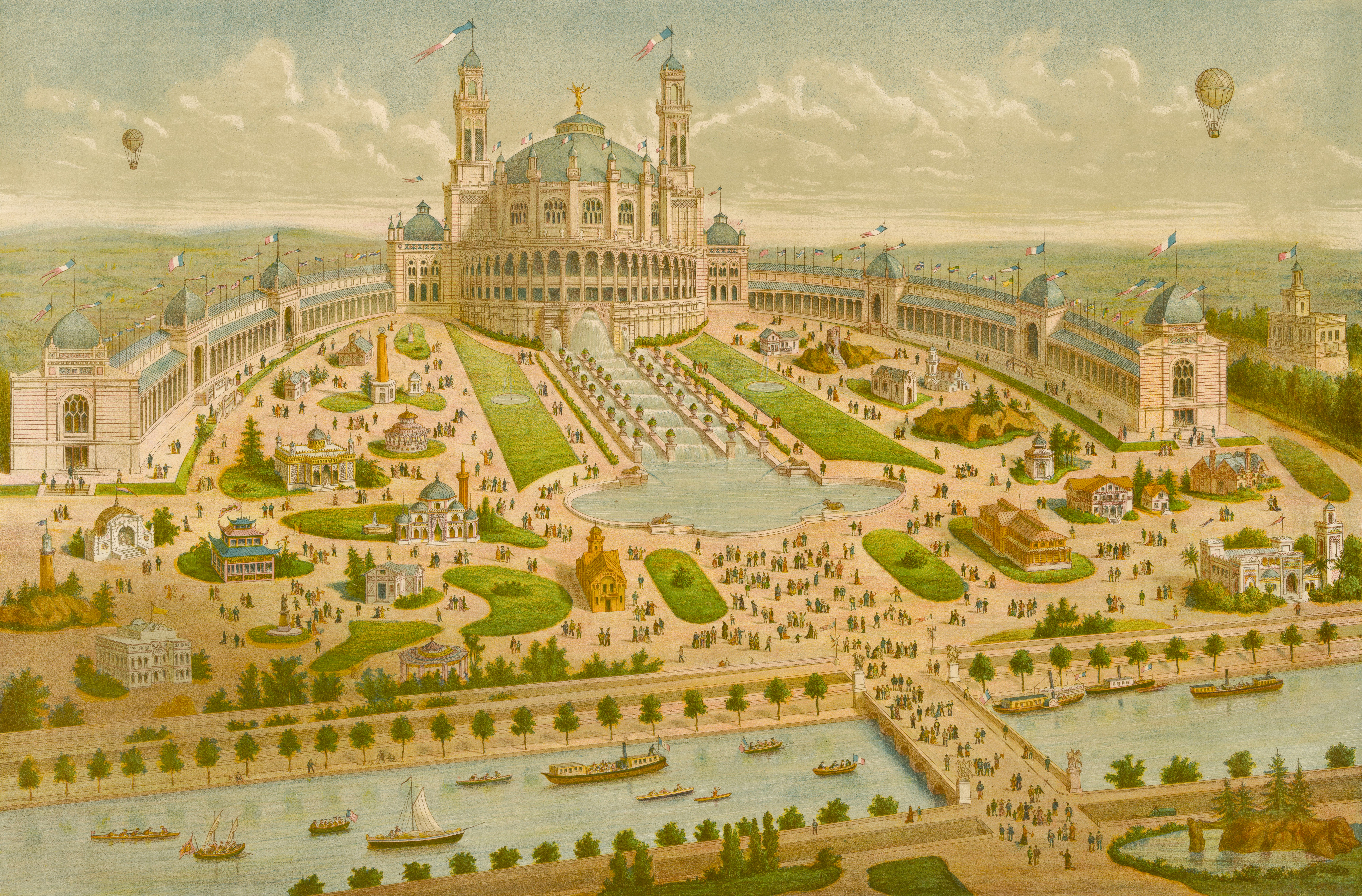
Exposition universelle. Paris, 1878. Palais du Trocadéro. Un dessin de Isidore Laurent Deroy réalisé en 1878, conservé à la Bibliothèque nationale de France.

Aristide Cavaillé-Coll construit un grand orgue pour le palais du Trocadéro. Cet orgue lui vaut la promotion d'officier de la Légion d'honneur.
L'ingénieur Adolphe Alphand, spécialiste des jardins parisiens et des mises en scène de cascades, est responsable des espaces extérieurs.
Les statues des Continents qui ornent la façade du palais du Trocadéro ont été réinstallées devant le musée d'Orsay.

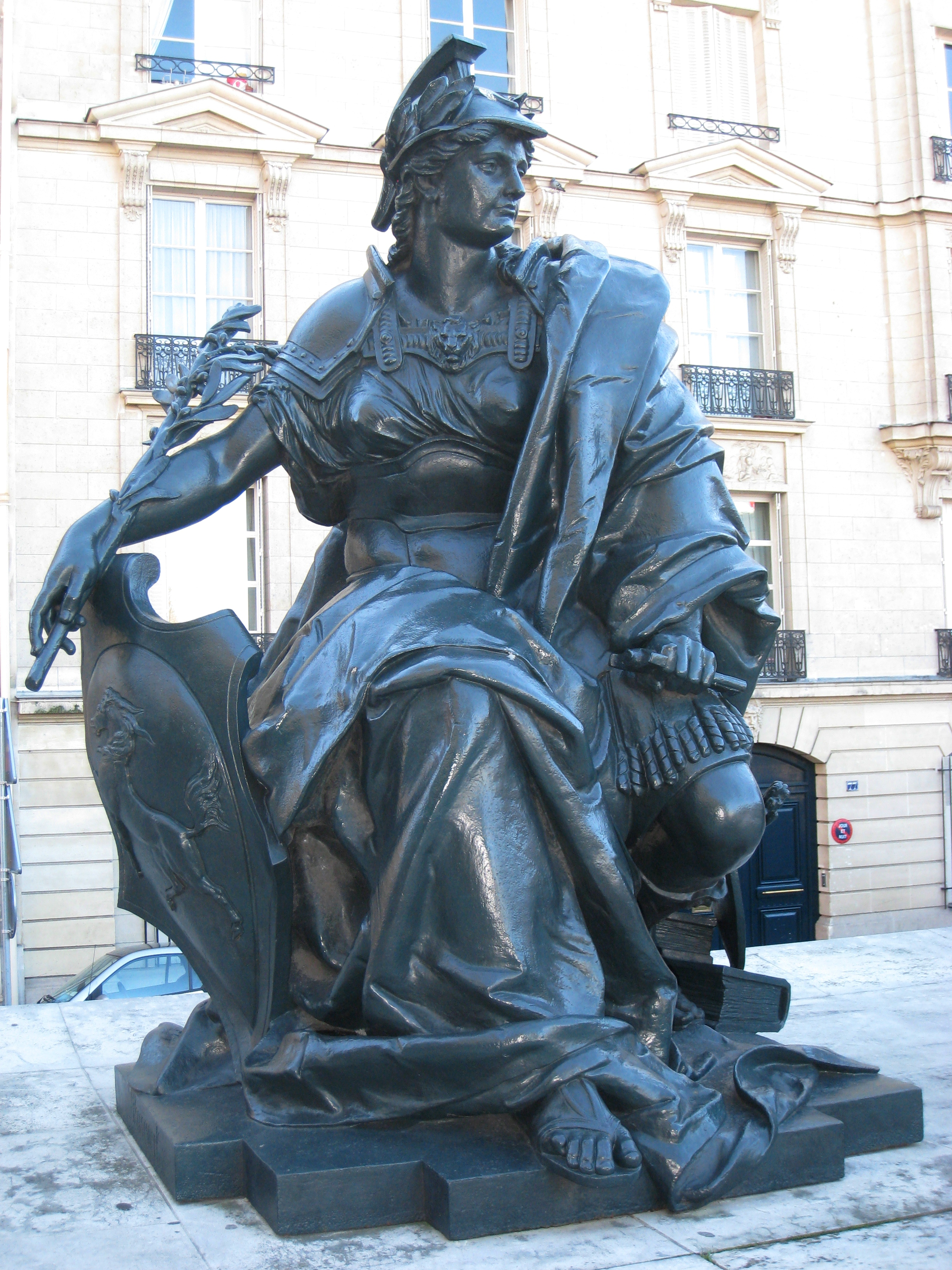
L'Europe par Alexandre Schoenewerk.
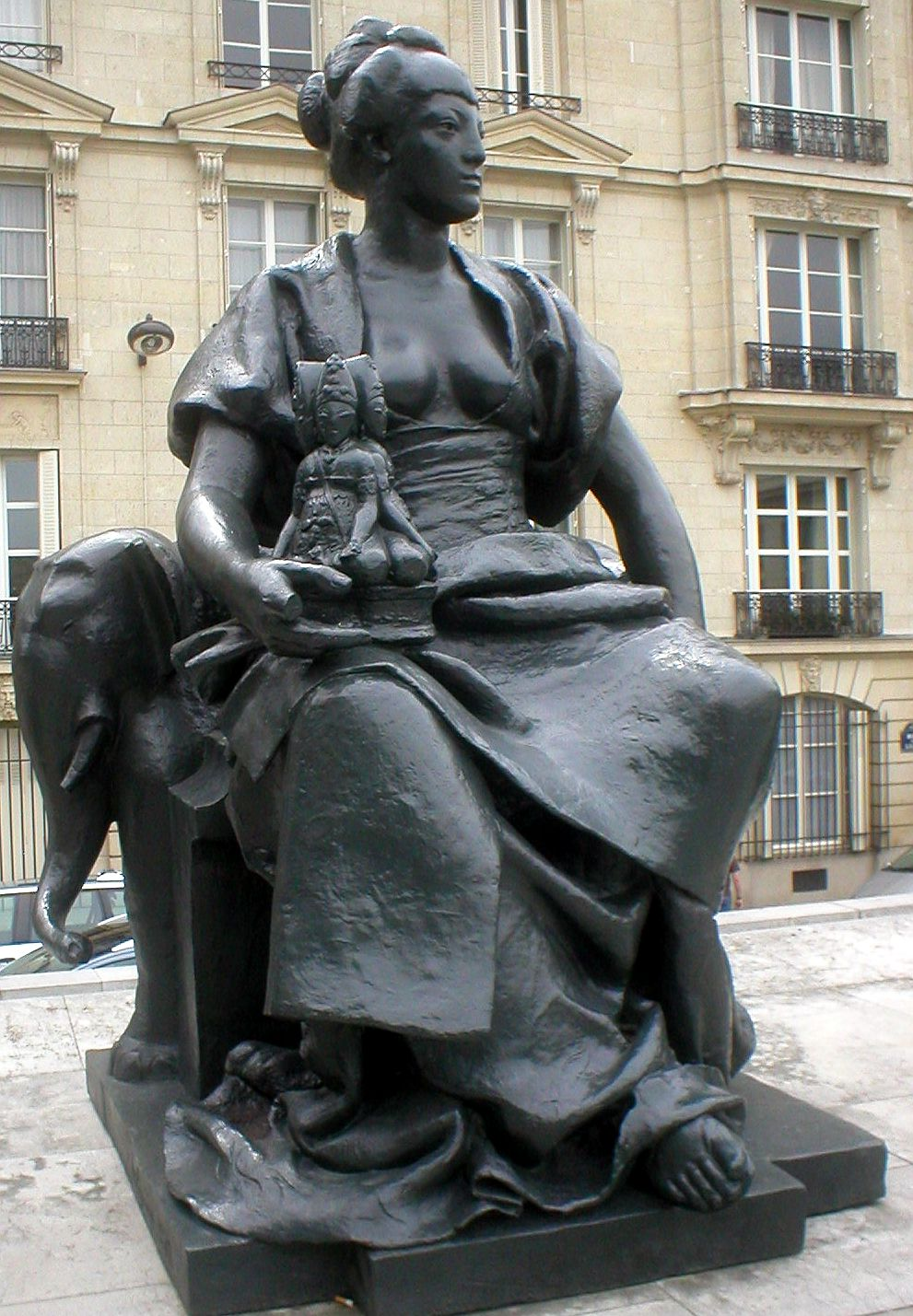
L'Asie par Alexandre Falguière.
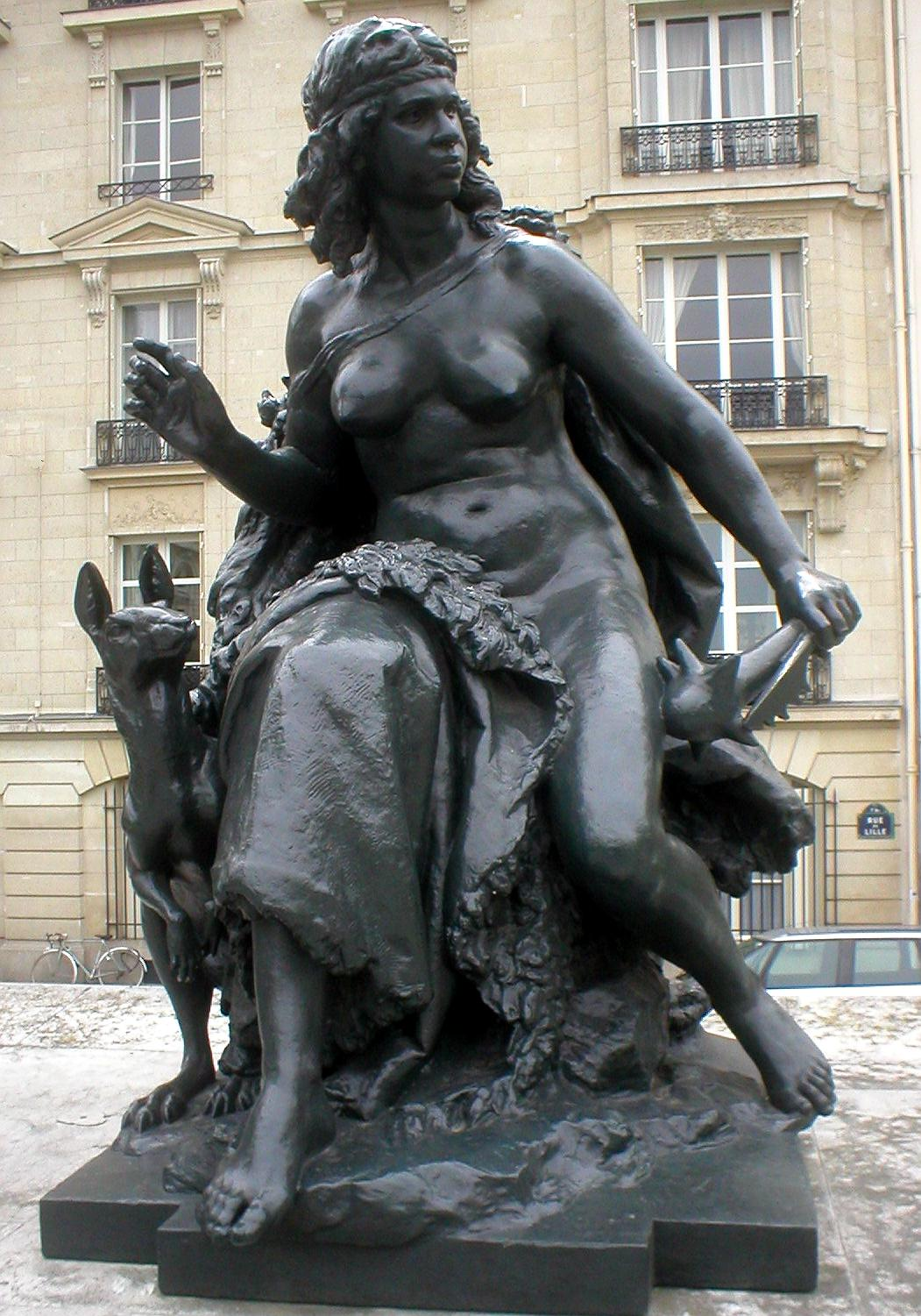
L'Océanie par Mathurin Moreau.
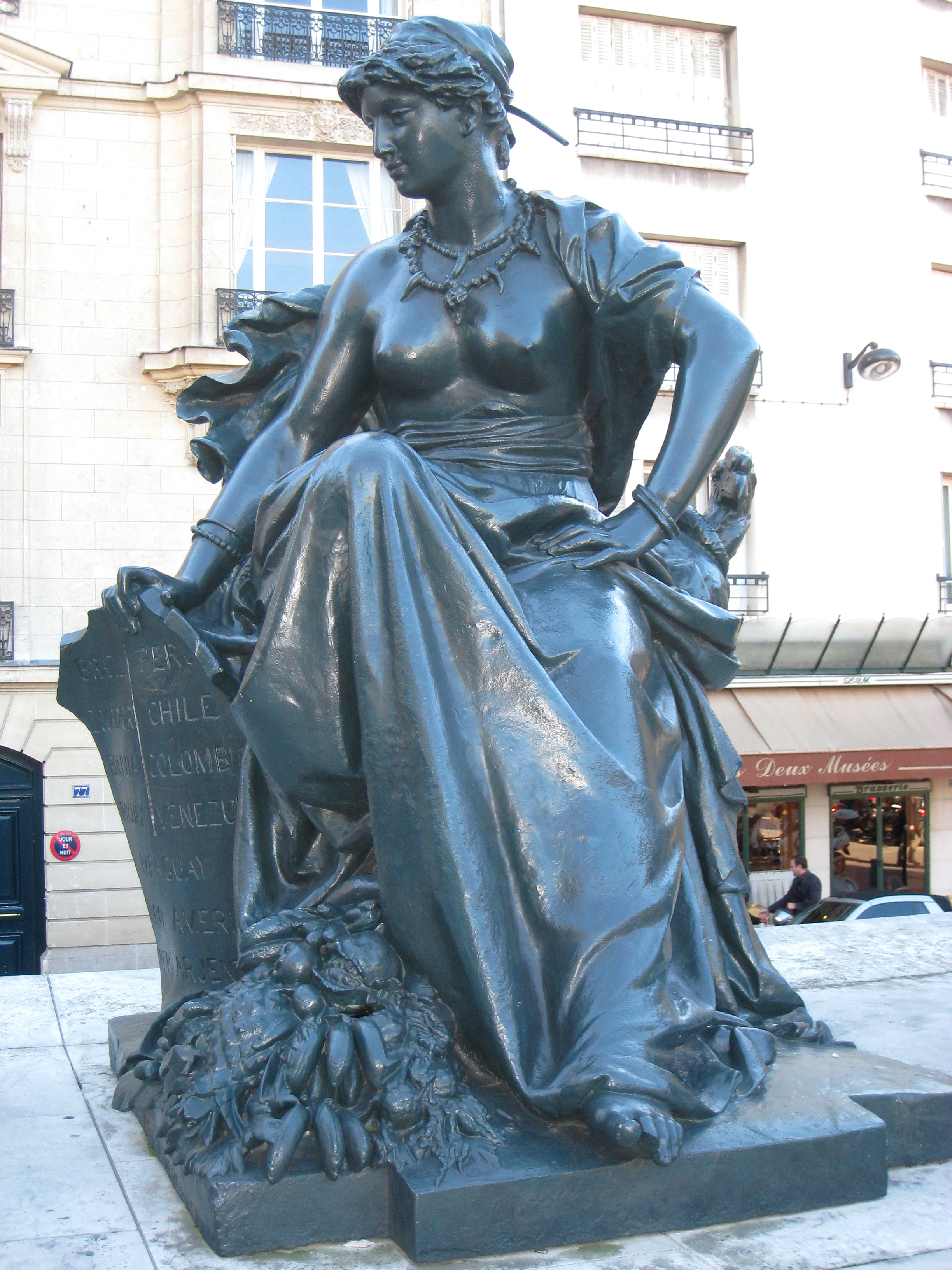
L'Amérique du sud par Aimé Millet.

Trois des quatre statues monumentales d'animaux qui entouraient la fontaine du Trocadéro ont également trouvé leur place sur le parvis d'Orsay : le rhinocéros, le cheval à la herse et l'éléphant. De 1935 à 1985, elles étaient exposées place de la Porte-de-Saint-Cloud (16e arrondissement), avant d'être restaurées l'année suivante à la fonderie de Coubertin à Saint-Rémy-les-Chevreuse,,,. Quant à celle du bœuf, réalisée par Auguste Caïn, elle se trouve à Nîmes depuis 1937, boulevard Jean-Jaurès. Contrairement à une légende tenace, Les Taureaux d'Isidore Bonheur, devant le parc Georges-Brassens (15e arrondissement), ne viendraient pas du Trocadéro.

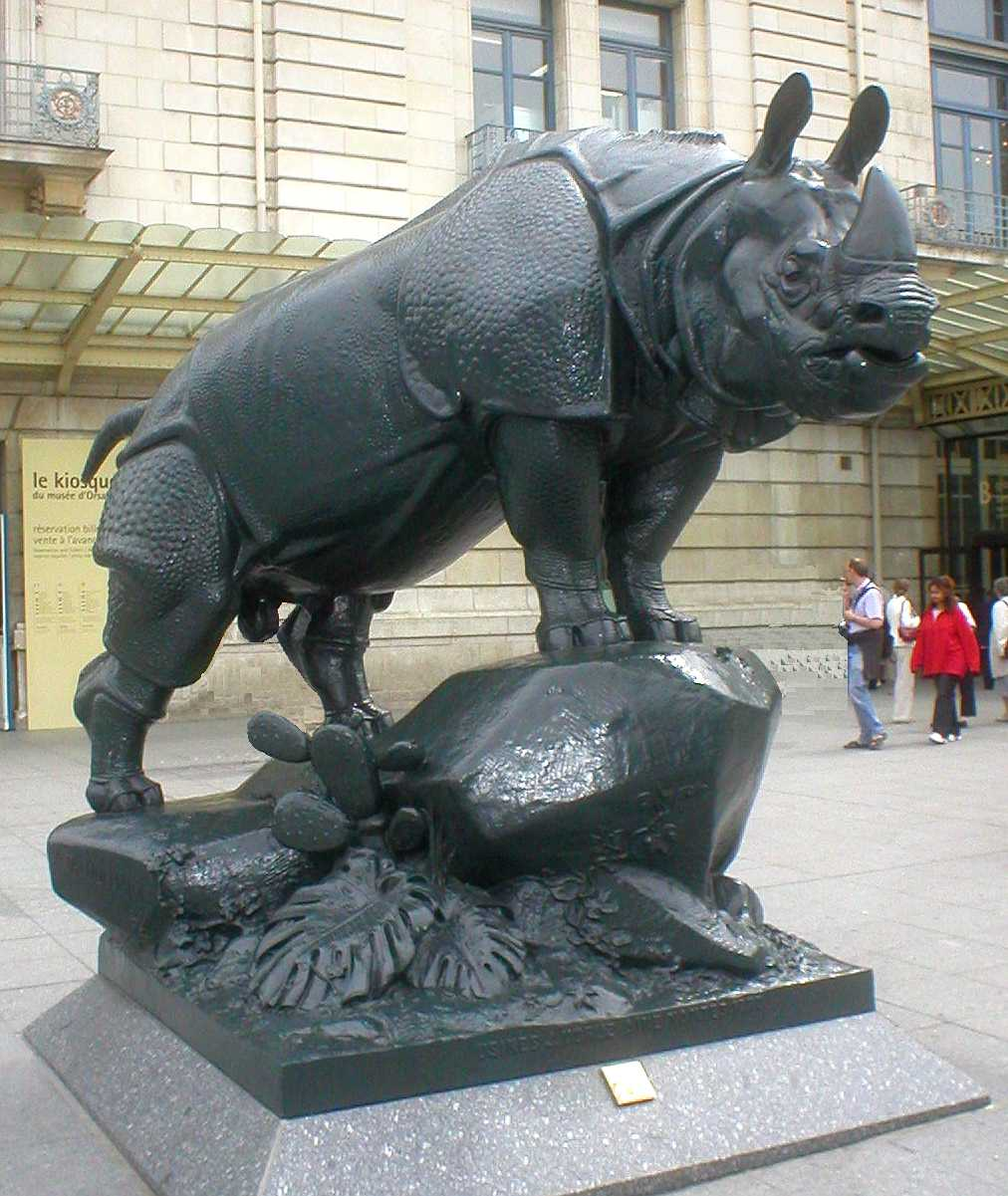
Le Rhinocéros par Henri-Alfred Jacquemart.
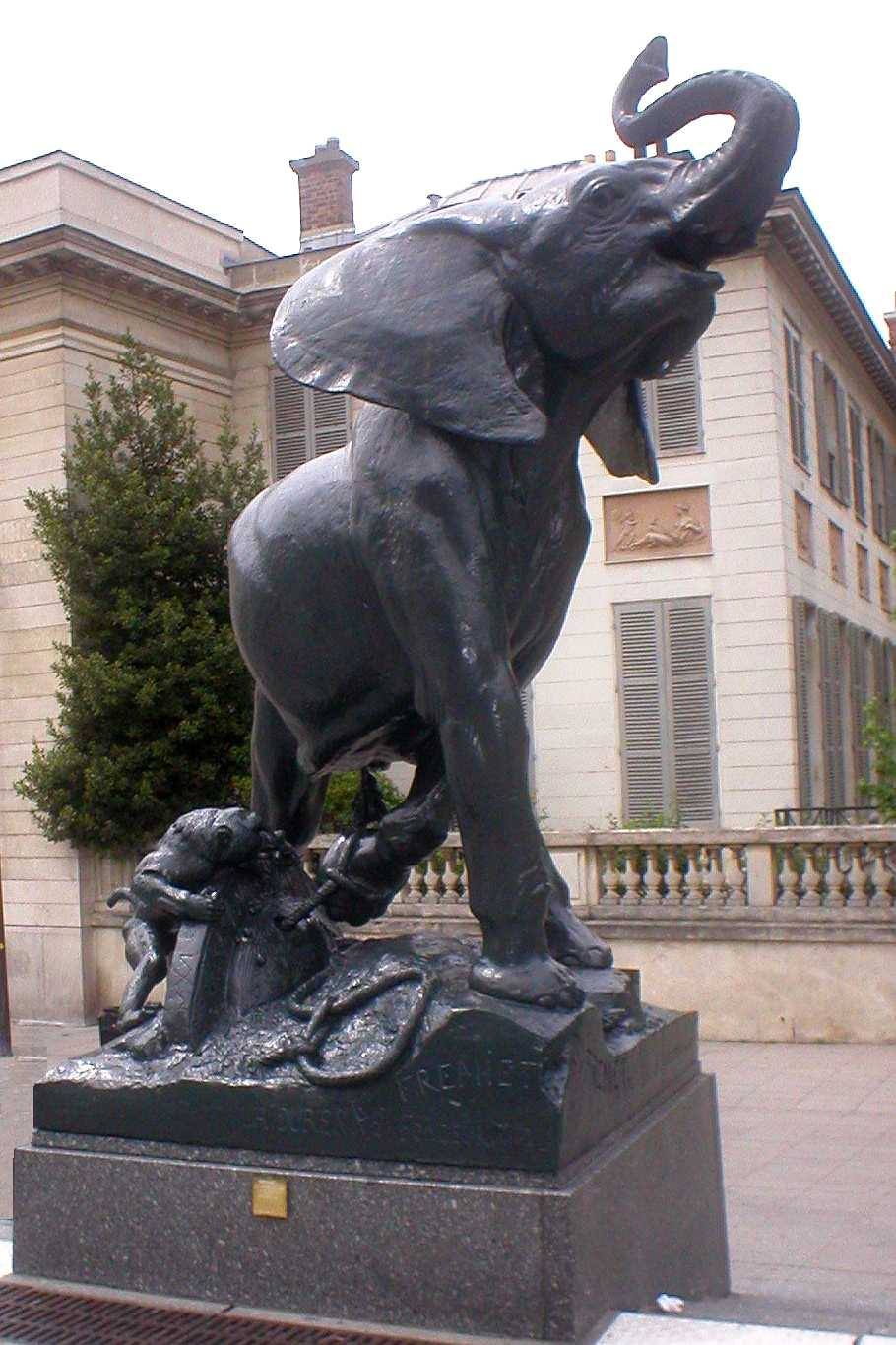
Jeune éléphant pris au piège par Emmanuel Frémiet.
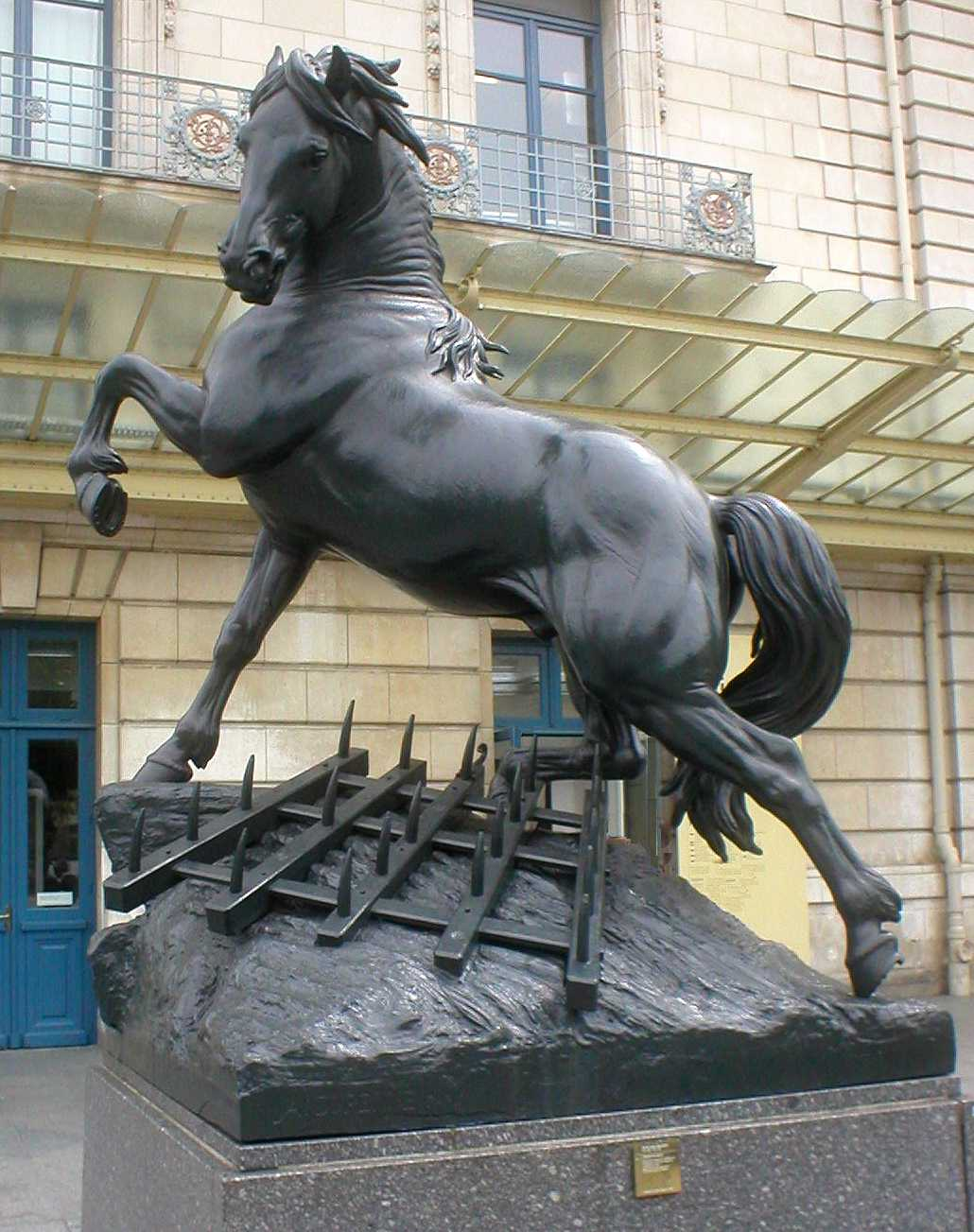
Le Cheval à la herse par Pierre Louis Rouillard.

## Palais de l'Exposition ou palais du Champ-de-Mars

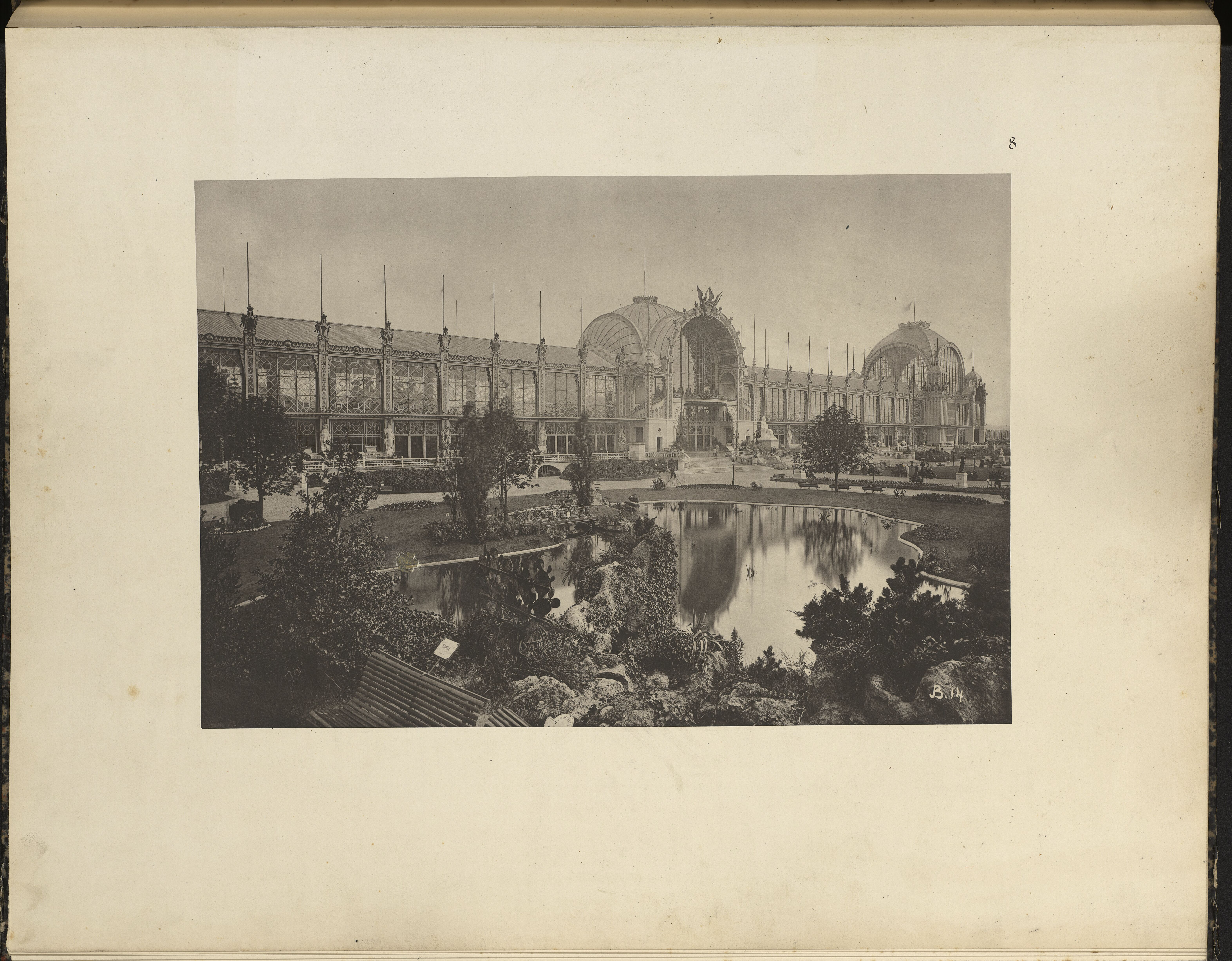
Vue du palais du Champ-de-Mars (1878), photographie de Michel Berthaud (fonds BNF).

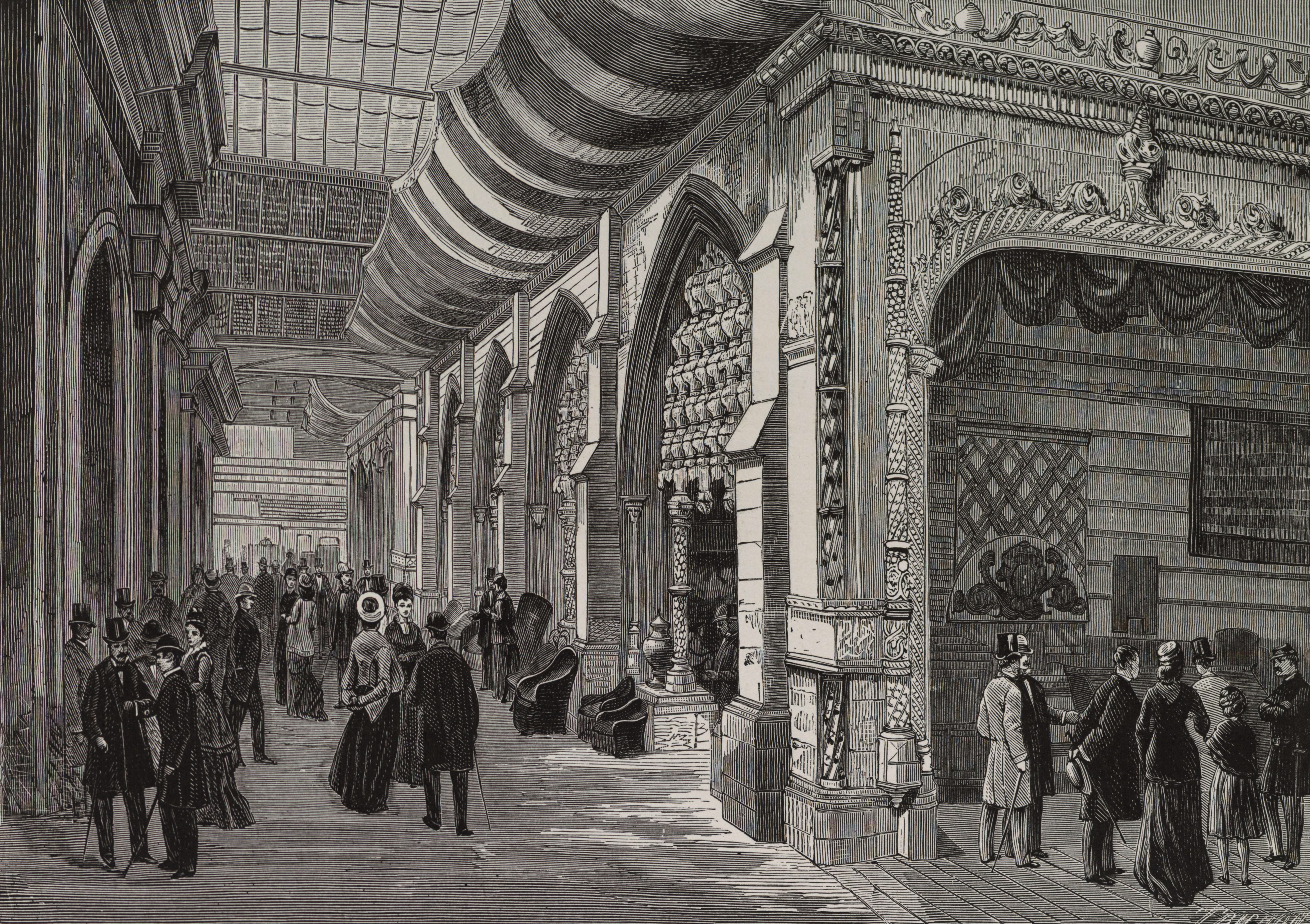
Arcades latérales de la section portugaise dans le palais du Champ-de-Mars.

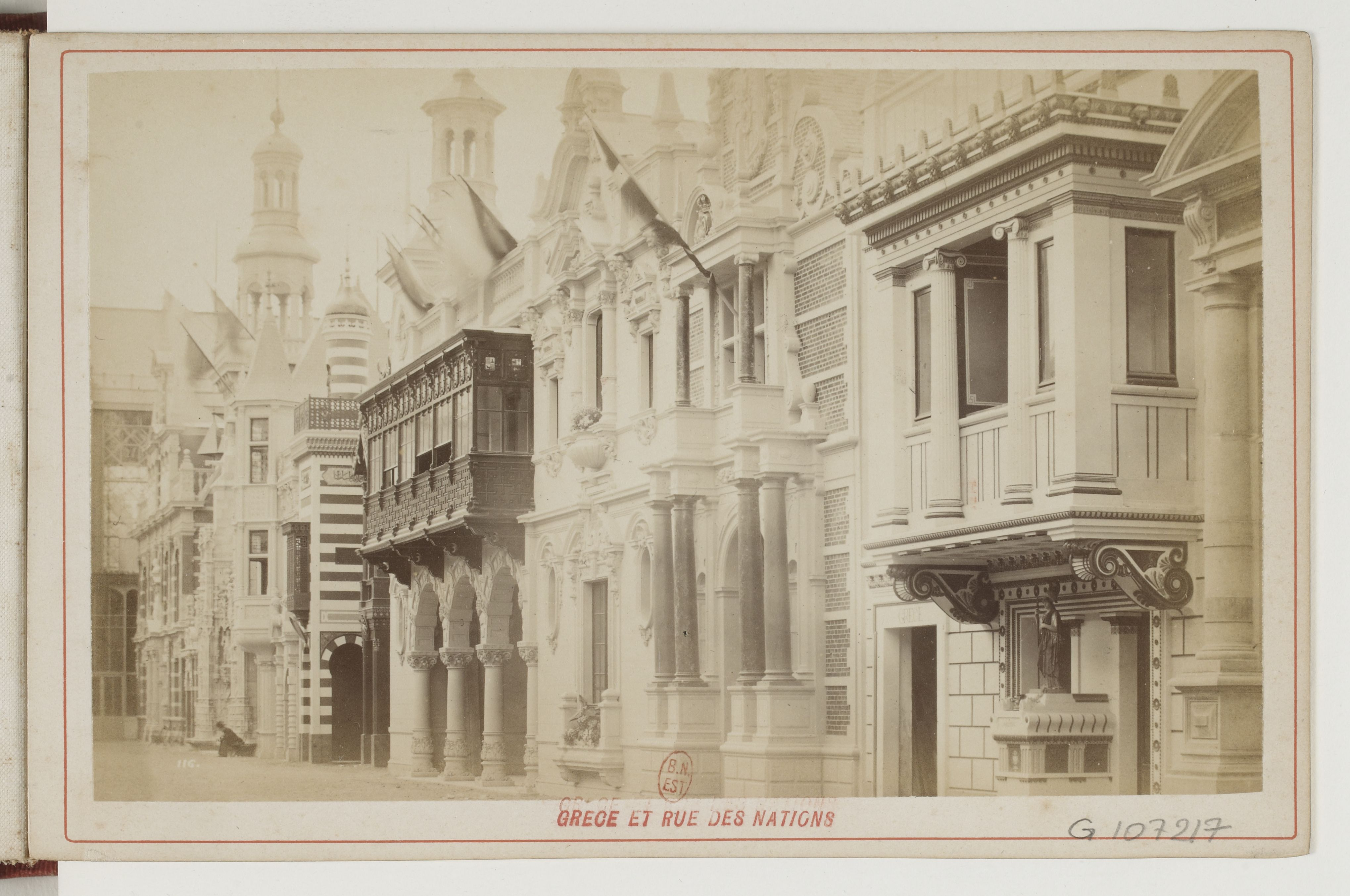
Les façades de la rue des nations.

Le Palais de l'Exposition, dit aussi Palais de fer, occupe presque tout le Champ-de-Mars. Il renferme les envois de toutes les nations. Comparable à une longue serre en damier, il occupe une surface de 420 000 m2. C'est un vaste rectangle donnant au nord comme au sud sur un vestibule.
Le premier vestibule d'honneur est nommé vestibule d'Iéna, le second est dit « vestibule école militaire ».
L'ingénieur responsable des constructions métalliques est Henri de Dion, mort avant la fin de la construction, et l'architecte Léopold Hardy. Les fabricants qui obtiennent le marché sont les sociétés Fives-Lille et Schneider.
La « rue des nations », avec ses façades typiques de chacun des pays exposants, occupe tout un côté de l'édifice. L'autre côté est réservé aux produits français et coloniaux. Le centre du bâtiment est consacré aux beaux-arts et au stand de la ville de Paris.
La « Galerie du Travail » expose toutes les richesses du savoir-faire humain et permet d'observer les ouvriers au travail. Le monde des jouets présente les jouets savants, petites machines à vapeur, trains à mouvement d'horloge, jeux de construction et des poupées animées.
Une section d'anthropologie permet d'observer une série de crânes d'assassins, en parallèle à la tenue d'un « Congrès international des sciences anthropologiques ».

## Attractions

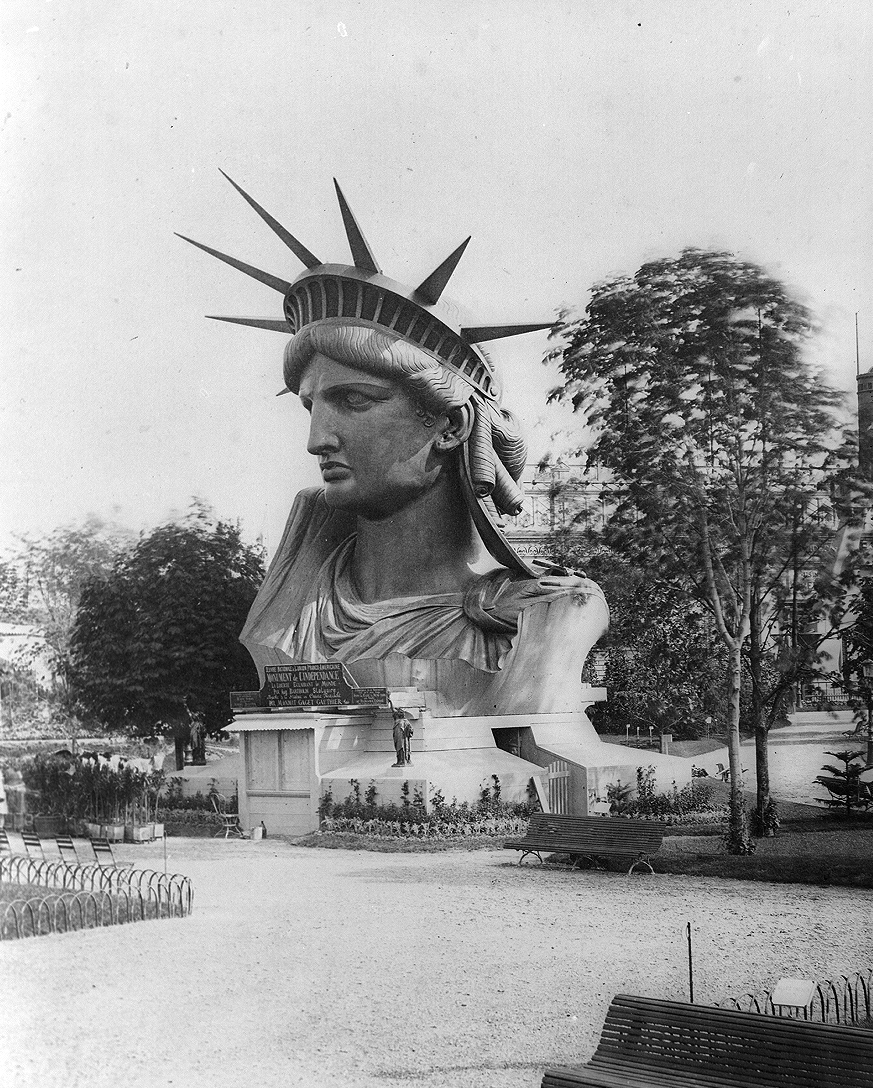
La tête de la statue de la Liberté.

- La tête de la statue de la Liberté est exposée au Champ-de-Mars. Moyennant 5 centimes, on peut la visiter[13].
- L'aquarium est aménagé sur le site abandonné d'anciennes carrières de pierre à bâtir, situé à flanc de la colline de Chaillot, c'est le projet de l'architecte Combaz qui est retenu. Il est intégré dans le décor des jardins dessinés par Alphand qui l’entourent, une partie est à ciel ouvert et l'autre partie souterraine utilise la conformation des anciennes carrières et imite l'intérieur d’une grotte. Les animaux sont présentés soit dans des bassins, pour la zone à ciel ouvert, soit en aquarium, pour la zone souterraine[n 6].
- L'inventeur Henri Giffard construit un ballon captif de 25 000 m3, capable d’emporter 40  à   50 passagers. Ce ballon, situé aux Tuileries, est une des attractions phare de l'Exposition : la nacelle de « l'ingénieux Henri » fait voler en deux mois 35 000 personnes[14], autant que depuis le début de l'aérostation, soit en un siècle environ. Une dizaine d’ascensions par jour emmènent les passagers jusqu’à plus de 500 mètres.
- Parallèlement au ballon captif, la machine servant à produire le gaz permet de gonfler de nombreux ballons libres, permettant des ascensions variées, parfois par groupes (jusqu’à trois ballons simultanément).
- La maison de Champagne Mercier expose un foudre de vin de Champagne d'une contenance de soixante-quinze mille bouteilles. Ce tonneau est battu en gigantisme par celui de la délégation de l'Autriche-Hongrie, qui contient cent-mille litres !
- Le pavillon japonais, dont deux salles sont aménagées par Émile Guimet[15], impressionne : « …les Japonais nous donnent ici un échantillon de leur architecture, qui est remarquable et qui est fort remarquée. Les artistes de Yedo en ont apporté de leur île tous les morceaux et les ont assemblés sur place. Jamais cette vérité que l'architecture est un art essentiellement relatif, n'a été plus sensible, plus clairement exprimée. Il y a, dans la porte japonaise, quelque chose de primitif et de raffiné tout ensemble… »[16]). Le Japon est en effet représenté par un pavillon construit dans la rue des Nations au Champ-de-Mars, et par une ferme dans les jardins du Trocadéro. Les critiques, japonisants et architectes, s'attachent à les considérer dans des descriptions élogieuses[17].

## Récompenses

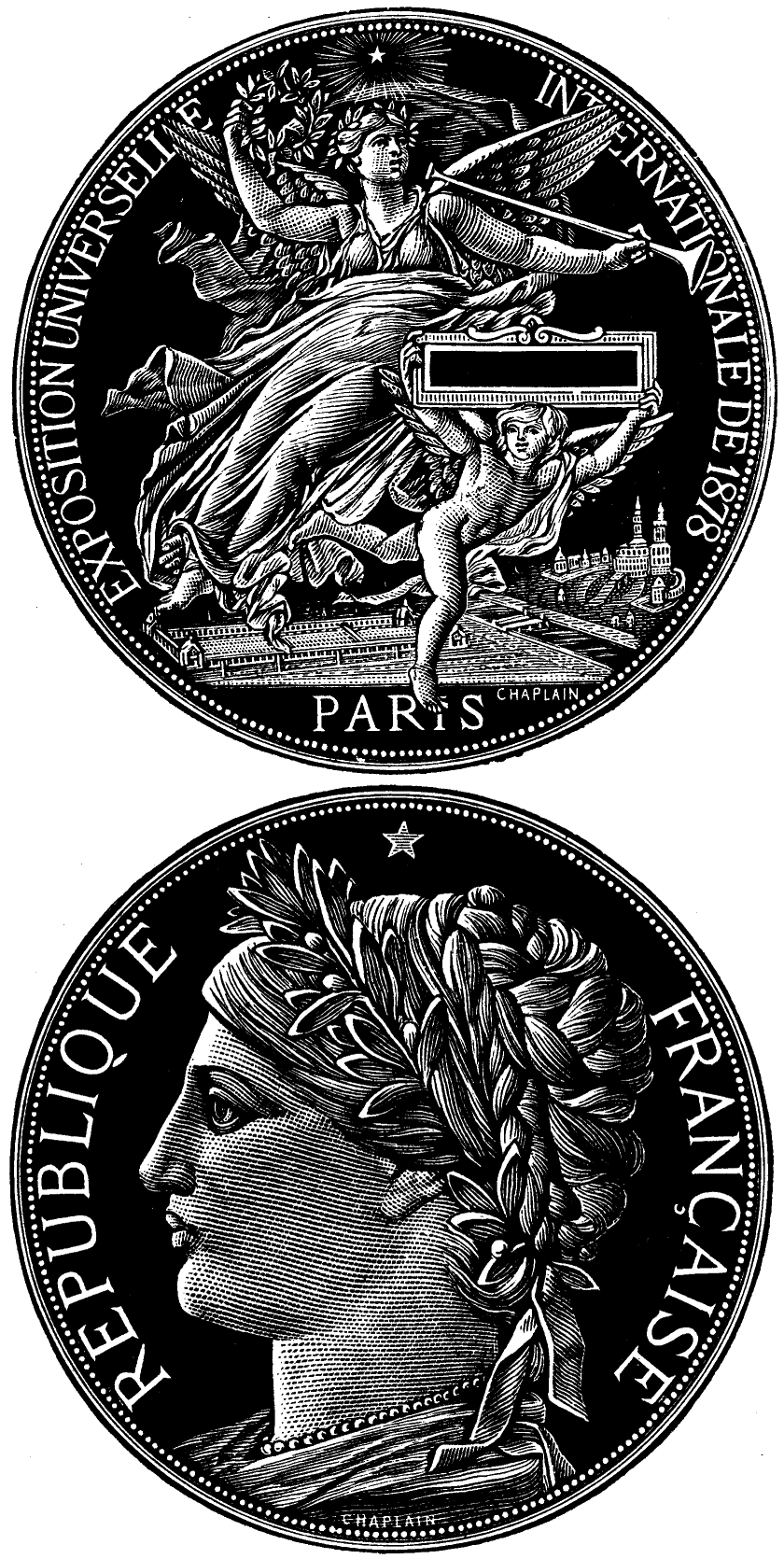
Médaille de l'Exposition.

L'Exposition récompense les meilleurs produits des arts, de l'artisanat et de l'industrie. Les médailles délivrées dans le cadre des expositions universelles sont spécifiques à chacune des Expositions. Les médailles représentent les valeurs universelles de l'amitié des peuples, du travail et sont à la gloire de la République française. C'est le sculpteur Eugène André Oudiné qui réalise la médaille de récompense, déclinée en trois couleurs, or, argent et bronze.
Henri Emile Alexandre Vrignaud remporte la médaille d'argent pour la création de liqueurs de sa distillerie, « La Distillerie Vrignaud » à Luçon.
Frédéric Auguste Bartholdi présente le modèle en plâtre au 1/3 du lion de Belfort, ce qui conduit la ville à l'acheter. Elle acquiert donc en 1880 la réplique réduite en cuivre présente aujourd'hui encore place Denfert-Rochereau dans le 14e arrondissement.
Léopold Flameng est médaillé dans la catégorie graveurs.
Gustav Schönleber expose.
Jules Paul Loebnitz remporte une médaille d'or pour La Porte des Beaux-arts : une façade de 12 mètres de haut entièrement en terre cuite et faïence imaginée par l'architecte Paul Sédille.
François Lacaze Pounçou reçoit une médaille d'or dans la catégorie boissons fermentées pour son rhum, produit de l'usine Marquisat de Capesterre à la Guadeloupe.
Jean-Antoine Injalbert expose.
La Légion d'honneur est décernée à Benjamin Peugeot, constructeur de la machine à coudre, et à Antoine Lamy pour ses réalisations d'étoffes de soie.
Émile Reynaud obtient une « mention honorable » pour son Praxinoscope.
Émile Béchard obtient une « médaille d'or » pour l'ensemble de vues d'Égypte.
Franciszek Rychnowski y présente son modèle de radiateur avec consommation de combustible réduite, breveté en 1878, et obtient une médaille d'argent.
Henryk Siemiradzki obtient une « Grande médaille d'or » pour son tableau Les Lumières du christianisme ou Les Torches de Néron.
Adrien Thibault obtient une « médaille de bronze ».
Hans Makart obtient une « médaille d'or » pour son tableau La Joyeuse Entrée de Charles Quint à Anvers.